# Anna Karenina (film 1911)
Anna Karenina è un film muto del 1911 diretto da Maurice Maître.
La prima versione cinematografica del capolavoro di Tolstoj fu una coproduzione franco-russa. La compagnia Pathé-Russia aveva allora diversi cinema e uno studio cinematografico a Mosca. Il progetto fu inizialmente affidato al regista Aleksandr Khanzhonkov, che però lasciò la compagnia di produzione Pathé-Russia. Il film fu così realizzato da una troupe francese, guidata dal regista Maurice Maître, con attori teatrali russi provenienti dai teatri di Mosca. M. Sorochtina, nell'unica sua interpretazione davanti alla macchina da presa, fu la prima Anna Karenina della storia del cinema.
Negli USA, il romanzo verrà ripreso dalla MGM che ne farà - con Anna Karenina del 1927 diretto da Edmund Goulding e con Anna Karenina del 1935, diretto da Clarence Brown - due film di successo, interpretati entrambi da Greta Garbo.

## Trama
Anna Karenina trova il grande amore in Vronsky. Abbandona il marito e il figlio per seguire l'amante con cui va in Italia. L'amore, però, sfiorisce. Quando lei torna a casa, il marito la caccia. La donna, disperata, si suicida gettandosi sotto un treno.

## Produzione
Il film fu prodotto dalla Pathé-Russia.

## Distribuzione
Il film uscì internazionalmente nel 1911.